# Danny Hay
Danny Hay (Auckland, 1975. május 15. –) új-zélandi válogatott labdarúgó.  Az új-zélandi labdarúgó-válogatott vezetőedzője.
Labdarúgói karrierje során a Leeds United játékosa volt. 
2019-ben az új-zélandi válogatott szövetségi kapitányának nevezték ki.

## Pályafutása

### A válogatottban
1996 és 2007 között 31 alkalommal szerepelt az új-zélandi válogatottban és 2 gólt szerzett. Részt vett az 1998-as OFC-nemzetek kupáján és a 2003-as konföderációs kupán.

## Sikerei, díjai
Waitakere United
- Új-zélandi bajnok (1): 2007–08
- OFC-bajnokok ligája győztes (2): 2007, 2007–08

Új-Zéland
- OFC-nemzetek kupája győztes (1): 1998